# Valentin Cojocaru
Valentin Cojocaru, né le 1er octobre 1995 à Bucarest, est un footballeur roumain, qui joue au poste de gardien de but au Pogoń Szczecin.

## Carrière

### En club
Il a fait ses débuts avec le Steaua Bucarest, le 7 mai 2013 contre le Gloria Bistriţa, un match remporté sur le score de 1-0.
Le 1er septembre 2016, FC Crotone annonce le prêt de Cojocaru avec option de rachat.
Le 26 janvier 2017, il rejoint le club italien Frosinone en prêt.
Le 7 septembre 2017, l'Apollon Limassol annonce la transfert de Valentin Cojocaru. Le 22 janvier 2018, Valentin Cojocaru et son club décident mutuellement de mettre fin au contrat après qu'il n'ait joué aucun match officiel.
Le 24 janvier 2018, il signe au Viitorul Constanța. Le 24 janvier 2020, Cojocaru est prêté, avec une option d'achat, au FC Voluntari jusqu'à la fin de la saison.
Le 5 juillet 2021, il rejoint le Dnipro-1. En mars 2022, il est prêté au Feyenoord Rotterdam.
Après un passage d'un an en Belgique, à l'OH Louvain, Cojocaru rejoint l'Ekstraklasa et est prêté pour une saison au Pogoń Szczecin, 4 septembre 2023. Après s'être imposé comme gardien titulaire, il est définitivement transféré le 5 avril 2024, deux jours après avoir atteint la finale de la Coupe de Pologne avec Pogoń.

### En équipe nationale
En novembre 2016, Cojocaru reçoit sa première convocation dans l'équipe senior de Roumanie pour des matches contre la Pologne et la Russie.

## Palmarès
| Steaua Bucarest - Championnat de Roumanie (3) : - Champion : 2012-13, 2013-14 et 2014-15. - Coupe de Roumanie (1) : - Vainqueur : 2014-15. - Supercoupe de Roumanie (1) : - Vainqueur : 2013. |  | Viitorul Constanța - Coupe de Roumanie (1) : - Vainqueur : 2018-19. - Supercoupe de Roumanie (1) : - Vainqueur : 2019. |